# Аленка Братушек
Аленка Братушек (словен. Alenka Bratušek; нар. 31 березня 1970, Целє, СФРЮ) — словенська політична діячка, прем'єр-міністр Словенії з 27 лютого 2013 до 18 вересня 2014.

## Життєпис
Народилася 31 березня 1970, в словенському місті Целє. Після закінчення школи навчалася на факультеті природничих наук і технології в Університеті Любляни. Також здобула ступінь магістра в галузі управління на факультеті соціальних наук у тому ж університеті.
2008 року балотувалася до парламенту за списком партії Зарес, без успіху.
У 1999—2011 обіймала посаду міністра фінансів. Потім була керівницею справами в уряді. 2011 року була обрана до парламенту Словенії, за списками партії «Позитивна Словенія». Змінила в січні 2013 на посаді лідера партії «Позитивна Словенія» Зорана Янковича.
Наприкінці лютого 2013 у ході вотуму недовіри кабінету міністрів Янеза Янші Аленка Братушек обійняла посаду прем'єр-міністра Словенії, ставши першою жінкою на посаді прем'єр-міністра країни після здобуття незалежності.
Наприкінці квітня 2014 в ході партійного голосування Братушек втратила лідерство в партії «Позитивна Словенія», а 5 травня 2014 року подала у відставку. Рішенням президента країни до формування нового уряду (середина серпня) залишалася прем'єр-міністром Словенії.
У країні були призначені дострокові вибори, організувала нову партію Альянс Аленки Братушек, однак за результатами виборів до парламенту пройшло лише чотири депутати від цієї партії. Новий парламент 26 серпня затвердив нового голову уряду — Миро Церара.
Мешкає в місті Крань. Одружена, має сина і дочку.

## Скандал
Висунула свою кандидатуру на посаду віцепрезидента з питань Енергетичного союзу, яку Європейський парламент відхилив абсолютною більшістю голосів (112 проти, 13 за), адже вона не знала навіть азів і нових законів.